# Конфликт в Южном Бутове
Конфли́кт в Ю́жном Бу́тове — конфликт между правительством Москвы и жителями частных домов в районе Южное Бутово, начавшийся в конце мая 2006 года.

## Причины конфликта
Правительство города Москвы распорядилось изъять земельные участки у жителей деревни для «государственных нужд» под жилищное строительство.

## Хроника конфликта

### Ситуация с домом Прокофьевых
Прокофьевым была предложена взамен однокомнатная квартира по адресу: улица Кадырова, дом 8, площадью 37,4 м² и стоимостью на тот момент 1 866 627 рублей.
Юлия Прокофьева и её сын Михаил Прокофьев не согласились с предложенными условиями, потребовав, по словам пресс-секретаря мэра Москвы Сергея Цоя, две однокомнатные квартиры и 3 миллиона рублей компенсации каждому. Прокофьевы утверждали также, что им не предоставили никаких документов об их праве собственности на предлагаемую им квартиру, и подали в суд для удовлетворения их требований.
Рассмотрев претензии Прокофьевых (по другим источникам не Прокофьевых, а правительства Москвы), Зюзинский районный суд города Москвы принял решение о выселении Прокофьевых из дома и переселении их в однокомнатную квартиру, предоставленную правительством Москвы. Первая попытка была предпринята 8 июня. Сломав забор и выломав двери, приставы перенесли исполнение на 19 июня. Утром 19 июня 2006 года в целях исполнения судебного решения сотрудники службы судебных приставов с помощью сотрудников ОМОНа подошли к дому № 19 по улице Богучарской деревни Южное Бутово. Жители посёлка заранее забаррикадировались с целью не допустить сотрудников правоохранительных органов на территорию дома Прокофьевых. На защиту дома также встали члены Общественной палаты Анатолий Кучерена, Николай Сванидзе и Олег Зыков.
Сотрудники ОМОНа взяли земельный участок в осаду. Жители деревни и члены Общественной палаты вели с ними переговоры, которые не увенчались успехом, и сразу после обеда сотрудники, сломав забор вокруг участка, проникли на его территорию, избивая жителей, а затем и вошли в дом. Юлию Прокофьеву с сердечным приступом увезли на скорой в больницу. Судебный пристав Ольга Суконкина объяснила применение силы тем, что жители мешали исполнению судебного решения. После проникновения в дом нанятые рабочие вынесли все вещи Прокофьевых, погрузили их на грузовые машины и отвезли в квартиру в доме 8 по улице Кадырова, при этом повредив часть имущества Прокофьевых.
Кучерена заявил о своём намерении собрать группу профессиональных юристов, чтобы разобраться в сложившейся ситуации.
Ближе к вечеру 19 июня 2006 года на место приехал Александр Пржездомский — председатель комиссии Общественной палаты по проблемам коррупции. По его словам, в этой ситуации не обошлось без коррупции в правительстве Москвы.
Юрий Лужков публично назвал поведение Прокофьевых «жлобством». Жители Бутовского района подали иск в суд, посчитав это высказывание оскорблением, однако Тверской суд Москвы в конце 2006 года отказал жителям в иске.
23 марта 2007 года Зюзинский суд Москвы признал выселение семьи Прокофевых законным и назначил ей за дом 1 544 000 руб. компенсации без предоставления другого жилья.
27 марта 2007 года Юлия Прокофьева была избрана членом совета московской городской организации партии «Справедливая Россия». Утверждалось, что в доме Прокофьевых в Бутове, ставшем центром конфликта, разместится штаб-квартира отделения «Справедливой России». В 2008 году было объявлено о достижении мирового соглашения между семьёй Прокофьевых, владеющих домом и участком земли в Южном Бутове, и столичными властями. Правда, с остальными протестующими власти церемониться не намерены: правоохранительные органы уже начали проверку по обращению застройщиков о срыве строительства, мать и сын получили по однокомнатной квартире на улице Веерной в Западном административном округе столицы. Юлия Владимировна — на правах социального найма, Михаил — в собственность, как бывший собственник жилья и участка земли в Южном Бутове.
Населённые пункты Москвы, в которых проживают десять тысяч человек, планировалось расселить к 2016 году.